# Chief risk officer
Een chief risk officer (afgekort CRO) is binnen een onderneming als lid van het managementteam (directiecomité of executive committee) de eindverantwoordelijke voor het identificeren, bewaken en beheersen van de diverse risico's waarmee de onderneming geconfronteerd wordt.
De op te volgen risico's, die hun oorsprong zowel binnen de onderneming als extern kunnen vinden, zijn zeer divers van aard en worden gebruikelijk gecategoriseerd als strategisch, reputatie-, operationeel, financieel of compliance-gerelateerd. Het is de taak van de chief risk officer om ervoor te zorgen dat het interne operationele beleid, de procedures en de eventuele externe juridische bepalingen zo goed mogelijk worden nageleefd. Hij moet daarbij de moeilijke balans bewaken tussen het nemen van (normale) bedrijfsrisico’s enerzijds en het bewaken van de rendabiliteit van de onderneming anderzijds die ook een risico vormt wanneer ze te laag is. 
De rol van de chief risk officer wordt steeds belangrijker in de financiële, beleggings- en verzekeringssector. De functie van CRO wordt door de Europese Centrale Bank ook specifiek opgevolgd en bevraagd, vaak ook voor aanvang van de functie.
CRO's zijn verantwoording verschuldigd aan het directiecomité en de raad van bestuur, al dan niet via een door de raad van bestuur opgericht adviserend specifiek risico-comité.